# Sohar Regional Sports Complex
Der Sohar Regional Sports Complex ist ein Fußballstadion mit Leichtathletikanlage in der omanischen Stadt Suhar, Gouvernement Schamal al-Batina, im Nordosten des Landes. Es wird zumeist für Fußballspiele genutzt und ist die Heimspielstätte der Fußballvereine Sohar Club und des Saham Club, die beide in der Oman Professional League spielen. Die Anlage bietet 19.000 Plätze.